# National Provincial Championship 1978
La National Provincial Championship 1978 fue la tercera edición del principal torneo de rugby de Nueva Zelanda.
El campeón del torneo fue el equipo de Wellington quienes lograron su primer campeonato.

## Sistema de disputa
Los equipos enfrentan a los diez equipos restantes en una sola ronda.
- El equipo que logre mayor cantidad de puntos al final del torneo se corona campeón.

- El equipo que se ubicó en la última posición descendió automáticamente, mientras que el 10° puesto jugó un repechaje frente al campeón de la Segunda División Sur.

## Clasificación
| Pos. | Equipo           | Encuentros | Encuentros | Encuentros | Encuentros | Tantos | Tantos | Tantos | Puntos |
| Pos. | Equipo           | PJ         | PG         | PE         | PP         | F      | C      | Dif    | Puntos |
| ---- | ---------------- | ---------- | ---------- | ---------- | ---------- | ------ | ------ | ------ | ------ |
| 1.º  | Wellington       | 10         | 8          | 0          | 2          | 172    | 111    | +61    | 16     |
| 2.º  | Counties Manukau | 10         | 7          | 0          | 3          | 167    | 110    | +57    | 14     |
| 3.º  | Canterbury       | 10         | 6          | 0          | 4          | 152    | 144    | +8     | 12     |
| 4.º  | Auckland         | 10         | 6          | 0          | 4          | 123    | 100    | +23    | 12     |
| 5.º  | North Auckland   | 10         | 6          | 0          | 4          | 129    | 137    | -8     | 12     |
| 6.º  | Manawatu         | 10         | 5          | 1          | 4          | 141    | 122    | +19    | 11     |
| 7.º  | Taranaki         | 10         | 4          | 2          | 4          | 156    | 129    | +27    | 10     |
| 8.º  | Southland        | 10         | 5          | 0          | 5          | 128    | 125    | +3     | 10     |
| 9.º  | Otago            | 10         | 3          | 1          | 6          | 115    | 164    | -49    | 7      |
| 10.º | South Canterbury | 10         | 2          | 1          | 7          | 92     | 150    | -58    | 5      |
| 11.º | Hawke´s Bay      | 10         | 0          | 1          | 9          | 68     | 161    | -93    | 0      |

|  | Campeón.                                          |
|  | Repechaje frente al campeón de la División 2 Sur. |
|  | Desciende a la División 2.                        |

| Bandera de Nueva Zelanda |
| Campeón Wellington       |
| Primer título            |

## Promoción
| 5 de octubre | South Canterbury | 10 - 10 | Marlborough |  |  |

- South Canterbury mantiene la categoría para la próxima temporada.